# Julgoldite-(Fe3+)
La julgoldite-(Fe3+) è un minerale.